# Peranzana
La Peranzana è una cultivar di olivo il cui areale di produzione è la zona nord-ovest della provincia di Foggia. I territori in cui la coltivazione della Peranzana è prevalente sono quelli dei comuni di San Paolo Civitate, di Serracapriola, San Severo e Torremaggiore.
La cultivar Peranzana è detta anche Provenzana o Provenzale.

## Storia
La Peranzana è originaria della Provenza, il nome odierno è infatti una mutazione dialettale di Provenzale: cioè abitante della Provenza, da cui provenivano gli invasori, che si stanziarono solo nella zona settentrionale della Puglia dove nel 700 misero a dimora le loro piante. La  cultivar difatti è presente per lo più in un territorio limitato della Puglia, identificabile nelle campagne della Daunia e dell’alto Tavoliere delle Puglie (San Paolo di Civitate, San Severo e Torremaggiore e alcune aree limitrofe), in provincia di Foggia. L'areale produttivo si riconduce alla storia di questi stessi territori; essi appartenevano alla casata dei De Sangro, discendenti di Carlo Magno ed installatisi dal medioevo. Pertanto risulta esclusiva di tale areale. Ne consegue che non è ibridata, e quindi pura. 
Recenti studi, ancora in corso, sembrano confermare che Provenzale e Peranzana siano due ecotipi distinti.

## Caratteristiche
L’albero di Peranzana è di portamento contenuto a tronco di cono rovesciato con vigoria media e produttività alternante. La potatura tipica segue la regola del “TRE”; il tronco principale si dirama in tre rami e così via nei livelli successivi.
Una caratteristica importante della Cultivar Peranzana è che ha un indice di auto fertilità molto basso, per cui nelle piantagioni tipicamente è presente dal 5% al 15% di alberi di cultivar Rotondella, varietà ad alta fertilità in modo da provocare una allegagione da libera impollinazione intorno all’80%. 
La Peranzana ha un rapporto polpa/nocciolo molto elevata che la rende una cultivar a duplice attitudine: da olio e da mensa.
Presenta buona carica polifenolica e una media resistenza all’ossidazione. Invaiatura è media e scalare. 

## Produzione

### Da mensa
Grazie all’ottimale consistenza della sua polpa e al gusto dolce ed equilibrato la Peranzana da mensa (soprattutto nei periodi di scarica) è una ottima oliva da tavola specialmente se preparata nera o alla greca, specialmente se si posticipa la raccolta nel tardo autunno (novembre-dicembre): le caratteristiche migliorano e favoriscono l’annerimento della polpa e il suo parziale addolcimento. 
Le caratteristiche della sua polpa dura la rendono ottima per la preparazione in salamoia in quanto la polpa conserva la sua durezza per un lungo periodo (fino a tre anni). Viene comunque preparata anche bianca, snocciolata, a pezzetti, farcita o a pasta di olive (paté).

### Olio
La resa della Peranzana non è molto elevata (intorno ai 10/12  litri di olio per quintale); in compenso però, il suo olio è ottimo. Si presenta di colore verde-giallo, a bassa acidità, equilibrato, con un fruttato medio armonico con note piccanti e amare e sentori erbacei di mandorla, carciofo e pomodoro. 
Rispetto ad altre varietà pugliesi, ha un alto contenuto di clorofilla e carotene che gli conferiscono un tempo di irrancidimento più lungo degli altri oli.